# 璪都镇
璪都镇（“璪”音zào），原为“𥖨都镇”，2007年9月更名“璪都镇”，是中华人民共和国江西省宜春市靖安县下辖的一个乡镇级行政单位。

## 行政区划
璪都镇下辖以下地区：
小水村、黄浦村、港背村、新庄村、茶子山村和洲上林场生活区。